# Helmholtz-Zentrum für Umweltforschung
Helmholtz-Zentrum für Umweltforschung - UFZ (fino al 28 novembre 2006 UFZ - Umweltforschungszentrum Leipzig-Halle), è parte dell'Associazione Helmholtz, (in tedesco: Helmholtz-Gemeinschaft), la più grande organizzazione scientifica in Germania.
La sede principale si trova a Lipsia, mentre sedi minori sono dislocate a Magdeburg, Bad Lauchstäd, Falkenberg e Halle.
Si occupa prevalentemente di ricerca ambientale, unico da questo punto di vista rispetto agli altri centri di ricerca dell'Associazione Helmholtz. Inaugurato nel dicembre del 1991, nel contesto delle grandi opere che seguirono l'unificazione tedesca, già nei primi mesi del 1992 iniziò ad essere operativo.
L'UFZ è finanziato al 90% dal ministero dell'Educazione e della Ricerca e per il restante 10% da enti regionali.
Vi trovano impiego circa 1.100 persone (più della metà, il 55 per cento circa, sono donne), tra personale addetto alla ricerca e all'amministrazione.